# Indusiella
Indusiella là một chi rêu trong họ Grimmiaceae.